# Ctislav Doseděl
Ctislav (Slava) Doseděl (Přerov, 14 augustus 1970) is een voormalig tennisser uit Tsjechië. Hij was tussen 1989 en 2001 actief in het professionele circuit.
Doseděl schreef drie ATP-toernooien in het enkelspel op zijn naam en stond in nog drie finales.

## Resultaten grandslamtoernooien
| Legenda | Legenda                          |
| ------- | -------------------------------- |
| g.t.    | geen toernooi gehouden           |
| l.c.    | lagere categorie                 |
| –       | niet deelgenomen                 |
| G       | uitgeschakeld in de groepsfase   |
| 1R      | uitgeschakeld in de eerste ronde |
| 2R      | uitgeschakeld in de tweede ronde |
| 3R      | uitgeschakeld in de derde ronde  |
| 4R      | uitgeschakeld in de vierde ronde |
| KF      | uitgeschakeld in de kwartfinale  |
| HF      | uitgeschakeld in de halve finale |
| F       | de finale verloren               |
| W       | het toernooi gewonnen            |
| w-v     | winst/verlies-balans             |

### Enkelspel
| Toernooi        | 1991 | 1992 | 1993 | 1994 | 1995 | 1996 | 1997 | 1998 | 1999 | 2000 | 2001 |
| --------------- | ---- | ---- | ---- | ---- | ---- | ---- | ---- | ---- | ---- | ---- | ---- |
| Australian Open | 2R   | –    | –    | –    | –    | –    | 2R   | 2R   | 2R   | 4R   | 2R   |
| Roland Garros   | 2R   | –    | 4R   | 2R   | 2R   | 2R   | 1R   | 1R   | –    | 2R   | 1R   |
| Wimbledon       | –    | –    | 1R   | 2R   | 2R   | –    | 1R   | 1R   | 1R   | 2R   | 2R   |
| US Open         | –    | 1R   | 1R   | –    | –    | –    | 1R   | 2R   | KF   | 2R   | 1R   |

### Mannendubbelspel
| toernooi        | 1997 | 1998 | 1999 |
| --------------- | ---- | ---- | ---- |
| Australian Open | 1R   | 2R   | 1R   |
| Roland Garros   | –    | 1R   | –    |
| Wimbledon       | 2R   | 1R   | –    |
| US Open         | –    | –    | –    |

## Palmares
| Legenda                       | Legenda               |
| ----------------------------- | --------------------- |
| Grand Slam                    |                       |
| Olympische Spelen             |                       |
| tot 2009                      | vanaf 2009            |
| Tennis Masters Cup            | ATP Finals            |
| ATP Masters Series            | ATP Tour Masters 1000 |
| ATP International Series Gold | ATP Tour 500          |
| ATP International Series      | ATP Tour 250          |

### Enkelspel
| Nr.              | Datum      | Toernooi      | Ondergrond | Tegenstander in finale | Score              |         |
| ---------------- | ---------- | ------------- | ---------- | ---------------------- | ------------------ | ------- |
| gewonnen finales |            |               |            |                        |                    |         |
| 1.               | 1995-10-29 | ATP Santiago  | Gravel     | Marcelo Ríos           | 7-6, 6-3           | details |
| 2.               | 1996-05-05 | ATP München   | Gravel     | Carlos Moyá            | 6-4, 4-6, 6-3      | details |
| 3.               | 1997-08-03 | ATP Amsterdam | Gravel     | Carlos Moyá            | 7-6, 7-6, 6-7, 6-2 | details |
| verloren finales |            |               |            |                        |                    |         |
| 1.               | 1993-11-07 | ATP São Paulo | Gravel     | Alberto Berasategui    | 4-6, 3-6           | details |
| 2.               | 1998-05-03 | ATP Praag     | Gravel     | Fernando Meligeni      | 1-6, 4-6           | details |
| 3.               | 1999-05-02 | ATP Praag     | Gravel     | Dominik Hrbatý         | 2-6, 2-6           | details |

### Mannendubbelspel
| Nr.              | Datum      | Toernooi         | Ondergrond | Partner      | Tegenstanders in finale   | Score         |         |
| ---------------- | ---------- | ---------------- | ---------- | ------------ | ------------------------- | ------------- | ------- |
| gewonnen finales |            |                  |            |              |                           |               |         |
| 1.               | 1996-05-26 | ATP Sankt Pölten | Gravel     | Pavel Vízner | David Adams Menno Oosting | 6-7, 6-4, 6-3 | details |